# 강규성 (야구인)
강규성(1969년 3월 25일 ~ )은 OB 베어스의 전 야구 선수다. 청원고등학교를 졸업했다. 아들은 KIA 타이거즈의 야구 선수인 강효종이다.

## 등번호
- 56 (1990)
- 13 (1993~1994)

## 같이 보기
- 1990년 OB 베어스 시즌